# Medvednica
Medvednica ili Zagrebačka gora je planina sjeverno od Zagreba. Sljeme, njezin najviši vrh (1033 m), popularno je izletište do kojeg se može doći cestom ili pješice, planinareći. Bilo Medvednice dugo je 42 km, a proteže se u smjeru sjeveroistok – jugozapad. Površinu planine prekrivaju bukove, hrastove i jelove šume. Godine 1981. zapadni dio Medvednice proglašen je parkom prirode.
Na Sljemenu se nalazi skijaška staza koja je jedna od lokacija za utrke „Snježna kraljica” i „Snježni kralj” Svjetskoga skijaškog kupa, a od siječnja 2005. održavaju utrke za Ženski svjetski skijaški kup. Skijalištem upravlja gradsko poduzeće „Sljeme – Medvednica” i postoje tri skijaške žičare: trosjedežnica i dvije vučnice – "sidra". Uređuju se staze za skijanje: Crveni, Bijeli, Zeleni i Plavi spust, te Bijela i Činovnička livada (Žuti spust se ne uređuje zbog prevelike strmine).
Od 1963. do 2007. do Sljemena je vozila turistička žičara.
Na Medvednici postoji i crkva Majke Božje Sljemenske Kraljice Hrvata.

## Šume
U razdoblju od 2013. do 2025. posađeno je 150 tisuća sadnica bukve i hrasta kitnjaka radi obnove stabala stradalih u olujama Teodor (2013.) i Rea (2023.).

## Planinarstvo

### Planinarski domovi
- "Crveni križ"
- "Kameni svati"
- "Glavica"
- "Risnjak"
- "Grafičar"
- "Tomislavov dom", danas hotel
- "Runolist"
- "Rauhova lugarnica"
- "Puntijarka"
- "Lipa-Rog"

### Planinarske staze
- Leustekov put[5]
- Bažulovka
- Put Miroslavec
- Šumarov put
- Bikčevićev put
- Erberov put
- Mlekarski put
- Zagrebački put
- HPD-ov put
- Liječnički put
- Gipsov put

## U književnosti
Miroslav Krleža napisao je pjesmu „Po Medvednici” koja je dio Balada Petrica Kerempuha.

## Poveznice
- Medvedgrad
- Planine Hrvatske
- Park prirode Medvednica
- Vila Rebar

## Vanjske poveznice
- Stranica Parka prirode Medvednica
- Medvednica.info

## Ostali projekti
|  | Zajednički poslužitelj ima još gradiva o temi Medvednica |